# Старосолотвинська сільська рада
Старосолотвинська сільська рада (Солотвинська сільська рада) — колишня адміністративно-територіальна одиниця та орган місцевого самоврядування у Коднянському (Солотвинському), Бердичівському районах і Бердичівській міській раді Житомирської і Бердичівської округ, Київської й Житомирської областей Української РСР та України з адміністративним центром у с. Старий Солотвин.

## Населені пункти
Сільській раді були підпорядковані населені пункти:
- с. Старий Солотвин
- с. Новий Солотвин

## Населення
Кількість населення ради станом на 1923 рік становила 2 822 особи, кількість дворів — 638.
Відповідно до перепису населення СРСР, станом на 17 грудня 1926 року, чисельність населення ради становила 2 976 осіб, з них за статтю: чоловіків — 1 430, жінок — 1 546, етнічний склад: українців — 2 946, євреїв — 13, чехів — 7, інших — 10. Кількість господарств — 626, з них несільського типу — 5.
Відповідно до результатів перепису населення СРСР, кількість населення ради станом на 12 січня 1989 року становила 1 404 особи.
Станом на 5 грудня 2001 року, відповідно до перепису населення України, кількість мешканців сільської ради становила 1 216 осіб.

### Мова
Розподіл населення за рідною мовою за даними перепису 2001 року:
| Мова       | Відсоток |
| ---------- | -------- |
| українська | 98,19 %  |
| російська  | 1,32 %   |
| молдовська | 0,08 %   |
| інші       | 0,41 %   |

## Склад ради
Рада складалася з 16 депутатів та голови.

### Керівний склад сільської ради
| ПІБ                             | Основні відомості                                                  | Дата обрання | Дата звільнення |
| ------------------------------- | ------------------------------------------------------------------ | ------------ | --------------- |
| Дмитренко Володимир Миколайович | Сільський голова , 1959 року народження, освіта, безпартійний      | 26.03.2006   | 31.10.2010      |
| Дмитренко Володимир Миколайович | Сільський голова , 1959 року народження, освіта вища, безпартійний | 31.10.2010   |                 |

Примітка: таблиця складена за даними джерела

## Історія
Створена 1923 року як Солотвинська сільська рада, в с. Солотвин (згодом — Старий Солотвин) Солотвинської волості Житомирського повіту Волинської губернії. Станом на 17 грудня 1926 року в підпорядкуванні значилися с. Новий Солотвин, хутори Гуменюка, Кіндратюка, Лук'янюка, Сидоржевського та лісова сторожка Бояринова, на 1 жовтня 1941 року — х. Посьолок № 3; хутори Гуменюка, Кіндратюка, Лук'янюка, Сидоржевського не значилися на обліку населених пунктів.
Станом на 1 вересня 1946 року сільська рада входила до складу Бердичівського району Житомирської області, на обліку в раді перебували села Новий Солотвин, Старий Солотвин та х. Куденщина, х. Посьолок № 3 не перебував на обліку населених пунктів.
29 вересня 1960 року, відповідно до рішення Житомирського облвиконкому № 985 «Про вилучення з обліку деяких населених пунктів в районах області», х. Куденщина знятий з обліку населених пунктів.
На 1 січня 1972 року сільська рада входила до складу Бердичівського району Житомирської області, на обліку в раді перебували села Новий Солотвин та Старий Солотвин.
Ліквідована 3 січня 2019 року. Територію та населені пункти ради приєднано до складу Гришковецької селищної територіальної громади Бердичівського району Житомирської області.
Входила до складу Коднянського (Солотвинського, 7.03.1923 р.), Бердичівського (17.06.1925 р., 28.06.1939 р.) районів та Бердичівської міської ради (15.09.1930 р.).